# Jaroslav Bednář
Jaroslav Bednář (* 9. November 1976 in Prag, Tschechoslowakei) ist ein ehemaliger tschechischer Eishockeyspieler, der in der National Hockey League für die Los Angeles Kings und Florida Panthers aktiv war. In der tschechischen Extraliga spielte er für den HC Slavia Prag, HC Sparta Prag und Mountfield HK, in der Schweiz für den HC Davos und den HC Lugano sowie in Russland bei Torpedo Nischni Nowgorod und dem HK Awangard Omsk. Zu den größten Erfolgen seiner Karriere gehören vier nationale Meistertitel (in der Schweiz, Russland und Tschechien) und der Gewinn der Silbermedaille bei der Weltmeisterschaft 2006. Seit 2019 ist er Sportmanager bei Slavia Prag.

## Karriere
Jaroslav Bednář begann seine Karriere in seiner Heimatstadt beim HC Slavia Prag und absolvierte in der Saison 1994/95 seine ersten Spiele in der tschechischen Extraliga. In der folgenden Saison ging er in acht Spielen für den Zweitligisten HC Kralupy nad Vltavou aufs Eis, kehrte aber zu Slavia zurück. Ab der Saison 1996/97 gehörte er fest zum Extraliga-Kader von Slavia Prag und erreichte in dieser ersten kompletten Saison 30 Scorerpunkte. Nach 14 Spielen der folgenden Spielzeit für Slavia wechselte er zum HC Lasselsberger Plzeň, bevor er 1998 einen Vertrag beim HC Sparta Prag unterschrieb. Ein Jahr später wurde er dann von JYP Jyväskylä aus der finnischen SM-liiga unter Vertrag genommen und brillierte mit 34 Toren und 28 Assists in 53 Saisonspielen. Im November 1999 wurde er zudem zum SM-liiga-Spieler des Monats gewählt. Aufgrund der gezeigten Leistungen bekam er ein Vertragsangebot vom Ligakonkurrenten Helsingfors IFK aus Helsinki, wo er in der Saison 2000/01 zum Führungsspieler avancierte und die Torjägerkrone der SM-liiga gewann.

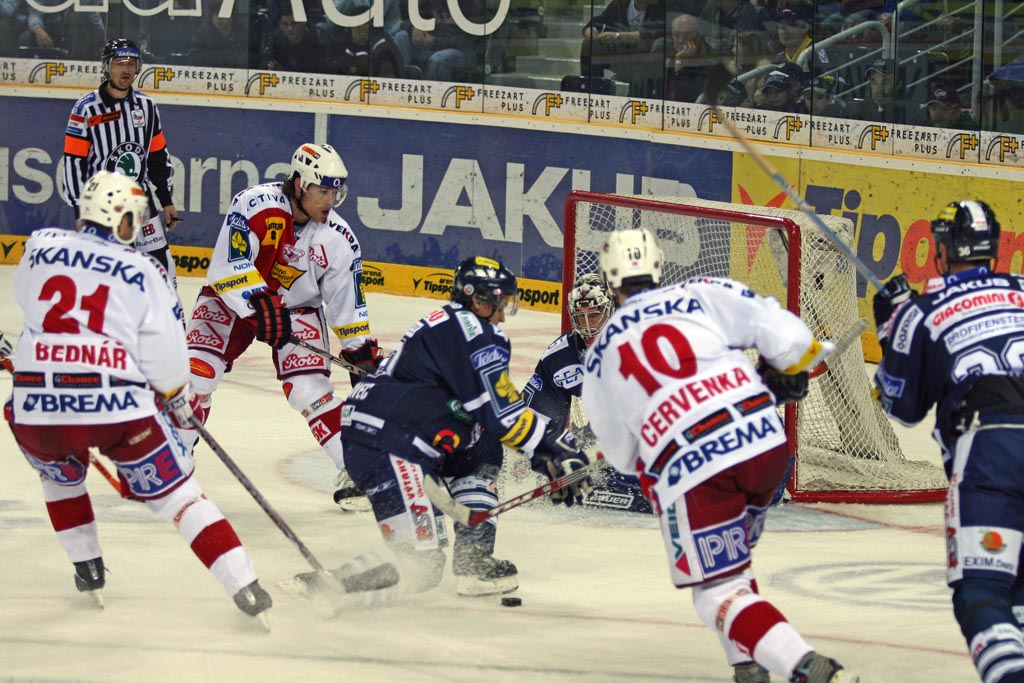
Jaroslav Bednář (Nr. 21) im Trikot des HC Slavia Prag

Die überragenden Leistungen in der finnischen Liga bewogen die Los Angeles Kings, den bis dahin ungedrafteten Bednář während des NHL Entry Draft 2001 auszuwählen (zweite Runde, 51. Stelle). Zunächst spielte Bednář für das Farmteam der Kings, die Manchester Monarchs, in der American Hockey League. Später wurde er in den NHL-Kader berufen und kam in zwei Spielzeiten auf 37 Einsätze, in denen er vier Tore und elf Vorlagen beisteuerte. Im November 2002 wurde Bednář zusammen mit Andreas Lilja an die Florida Panthers abgegeben, die im Gegenzug Dmitri Juschkewitsch nach L.A. schickten. Für Florida absolvierte er 65 NHL-Spiele, in denen er sechs Tore und 14 Assists erzielte, bevor er Mitte der Saison 2003/04 in die russische Superliga zum HK Awangard Omsk wechselte. Am Ende der Spielzeit gewann er mit Omsk die russische Meisterschaft. Auch in der folgenden Spielzeit blieb er in Omsk und spielte aufgrund des Lockouts in der NHL zusammen mit Jaromír Jágr, Alexander Pereschogin und Oleg Twerdowski. Im Sommer 2005 wechselte er zurück zu seinem Heimatverein Slavia Prag, wo er bis 2009 spielte. In der Saison 2007/08 erreichte er mit Slavia die tschechische Meisterschaft, an der er mit zehn Toren in den Playoffs großen Anteil hatte.
Im Sommer 2009 wechselte Bednář zu Torpedo Nischni Nowgorod in die Kontinentale Hockey-Liga. Ein Jahr später wurde er vom KHL-Neuling HC Lev Poprad unter Vertrag genommen. Da dieser den Spielbetrieb nicht aufnahm, war Bednář zunächst vereinslos. Im August absolvierte er zunächst einige Testspiele für den HC Davos, bevor er einen Vertrag über vier Monate Laufzeit erhielt. Im Februar 2011 unterschrieb Bednář einen Kontrakt über zwei Jahre beim HC Lugano, der ab der Saison 2011/12 galt. Im November 2012 wurde dieser Vertrag aufgelöst und Bednář kehrte zu Slavia Prag zurück. Im Januar 2013 wurde er wieder von einem Schweizer Klub verpflichtet, als ihn der SC Bern bis Saisonende unter Vertrag nahm. Anschließend erhielt er erneut einen Vertrag bei Slavia Prag. Nach dem Abstieg von Slavia aus der Extraliga 2015 spielte Bednář zwischen 2015 und 2018 für den Mountfield HK, anschließend bis 2020 für den HC Stadion Vrchlabí aus der semi-professionellen 2. česká hokejová liga. Parallel dazu übernahm er 2019 die Aufgabe des Sportmanagers beim Mountfield HK. In der Saison 2020/21 kehrte er im Alter von 44 Jahren für Slavia aufs Eis zurück. Im Mai 2021 beendete er seine Spielerkarriere endgültig. Anschließend wurde er Sportmanager bei Slavia Prag.

### International
Sein erstes Länderspiel für die tschechische Nationalmannschaft absolvierte Jaroslav Bednář 1996 bei einem Vorbereitungsspiel gegen die schwedische Eishockeynationalmannschaft. In den folgenden Jahren wurde er immer wieder bei Turnieren der Euro Hockey Tour und Freundschaftsspielen in der Nationalauswahl eingesetzt, schaffte es aber nie in einen Kader für internationale Titelkämpfe. Erst 2006 wurde er in den WM-Kader der Tschechen berufen und gewann mit der Auswahl die Silbermedaille.

## Erfolge und Auszeichnungen
| - 1999 SM-liiga-Spieler des Monats November - 2001 Aarne-Honkavaara-Trophäe - 2004 Russischer Meister mit dem HK Awangard Omsk - 2008 Tschechischer Meister mit dem HC Slavia Prag | - 2008 Wertvollster Spieler der Extraliga-Play-offs - 2009 Topscorer der Extraliga - 2011 Schweizer Meister mit dem HC Davos - 2013 Schweizer Meister mit dem SC Bern |

### International
- 2006 Silbermedaille bei der Weltmeisterschaft

## Karrierestatistik

### International
Vertrat Tschechien bei:
- Weltmeisterschaft 2006
- Weltmeisterschaft 2007

(Legende zur Spielerstatistik: Sp oder GP = absolvierte Spiele; T oder G = erzielte Tore; V oder A = erzielte Assists; Pkt oder Pts = erzielte Scorerpunkte; SM oder PIM = erhaltene Strafminuten; +/− = Plus/Minus-Bilanz; PP = erzielte Überzahltore; SH = erzielte Unterzahltore; GW = erzielte Siegtore; 1 Play-downs/Relegation; Kursiv: Statistik nicht vollständig)